# یواس‌اس فرامنت (ای‌پی‌دی-۷۷)
یواس‌اس فرامنت (ای‌پی‌دی-۷۷) (به انگلیسی: USS Frament (APD-77)) یک کشتی است که طول آن 306 ft (93 m) می‌باشد. این کشتی در سال ۱۹۴۳ ساخته شد.